# Stadion Saarwiesen
Stadion Saarwiesen – stadion piłkarski w Saarbrücken, w Niemczech. Został otwarty w 1924 roku. Może pomieścić 4200 widzów (z czego 250 miejsc znajduje się pod dachem). Swoje spotkania rozgrywają na nim piłkarze klubu Sportfreunde 05 Saarbrücken.
Po latach gry na różnych obiektach, w 1924 roku klub piłkarski Sportfreunde 05 Saarbrücken wynajął od miasta teren w dzielnicy Burbach, gdzie wybudował własne boisko. W 1933 roku klub był jednym z założycieli Gauligi Südwest, a przy boisku postawiono drewnianą trybunę przeniesioną ze stadionu Kieselhumes. Stadion ucierpiał w wyniku II wojny światowej, po wojnie został jednak odbudowany. W 1957 roku oddano do użytku nową trybunę główną. Pojemność obiektu wynosiła wówczas 13 000 widzów. W 1997 roku starą trybunę główną z roku 1957 zastąpiono nową. W miarę upływu czasu zmniejszano również pojemność całkowitą stadionu, do obecnego poziomu 4200 widzów.